# タイカ
株式会社タイカ（Taica Corporation）は、東京都港区に本社を置き、シリコーンを主原料にしたゲル状の衝撃吸収素材αGEL（アルファゲル）の製造販売事業と、自動車の内装部品や家電など立体素材に印刷を施す曲面印刷技術CUBIC PRINTING（キュービックプリンティング）事業を有する化学メーカーである。

## 概要
シリコーンを主原料にした多機能素材αGEL（アルファゲル）と曲面印刷技術CUBIC PRINTING（キュービックプリンティング）の2ブランドの製造販売を行っている。
αGELは、シリコーンを主原料とした柔らかいゲル状の素材で、αGELはタイカで取り扱っているゲル製品の総称したもの。採用製品は、スポーツ用品やシャープペンシル、パソコン、携帯電話、デジタルカメラから産業機器など多岐に渡る。
建物6階に相当する高さ18mから生卵を落下させ、割らずに受け止めることができる素材としてCMで取り上げられ有名になった。また、スポーツ用品メーカーアシックス社のランニングシューズやバスケットシューズに採用されていることや、グリップ部分にαGELを用いた三菱鉛筆のシャープペンシル「ユニ アルファゲル」が知られている。
また、αGELの圧力分散性能を活かした床ずれ防止マットレスαPLA（アルファプラ）を自社ブランドとして製造販売している。
CUBIC PRINTINGは、金属やプラスティックなどさまざまな立体素材に絵柄を施すことができる水圧転写と呼ばれる印刷技術で、自動車内装部品や家電などに採用されている。印刷は、柄が印刷されている特殊フィルムを水に浮かべ、そこに金属やプラスティックなどの立体物を押し当てることによって行われる。海外へも技術供与されており、そのパートナー企業数は、世界20カ国以上、80社程度。

### 沿革
- 1948年（昭和23年） 静岡県清水市（現在の静岡県静岡市清水区）で創業。
- 1974年（昭和49年） 曲面印刷法を発明、特許出願。
- 1976年（昭和51年） 曲面印刷「キュービックプリンティング」の拡販を目的に（株）静岡キュービックを静岡県清水市（現在の静岡県静岡市清水区）に設立（（株）静岡キュービックは、1989年に（株）キュービックに商号変更）。
- 1984年（昭和59年） αGEL（アルファゲル）を開発。
- 1988年（昭和63年） αGELの製造販売会社（株）シーゲルを東京都中央区に設立（（株）シーゲルは2000年に（株）ジェルテックに商号変更）。
- 2006年（平成18年）6月 グループ統括会社として（株）タイカを設立。
- 2008年（平成20年）4月 子会社の（株）ジェルテックと（株）キュービックを吸収合併。

### 開発秘話
曲面印刷技術、αGELともに開発者が風邪をひいたことが開発のきっかけとなったと言われ、その開発秘話はテレビ番組や雑誌などで、度々紹介されている。
- 曲面印刷技術

開発者が風邪をひいて粉薬をオブラートに包んで飲もうとした際、誤ってコップの水に落とし、あわてて指ですくい上げようとしたところ、指にその粉がぴったりとついたことから水圧転写を思いついたと言われている。
- αGEL

風邪をひいて使用していた冷感枕が温まってしまったので交換を娘に頼んだ。その時、ふざけて投げ返された冷感枕が自分にあたったが、痛くなかったことがきっかけで、衝撃緩衝素材としてゲル状の素材に着目した。試行錯誤の結果、原料のシリコーンに至ったと言われている。

### 社名
社名には、大きく羽ばたく「大翔」、大きく化ける「大化」、大きく花が開く「大華」の3つの意味がこめられている。

### 関係会社
- 株式会社ニッケー工業（静岡県静岡市清水区）（電機制御機器製造販売）
- 株式会社愛知キュービック（愛知県小牧市）（曲面印刷事業）
- 福岡キュービック株式会社（福岡県）（曲面印刷事業）
- Cubic North America,Inc.
- 吉迩特（上海）国際貿易有限公司
- 吉尓特新材料（蘇州）有限公司
- 東莞大華廣澤表面処理科技有限公司（中国）
- 丘比克（天津）転印有限公司（中国）
- Thai Cubic Technology Co.,Ltd.（タイ）